# Ядовитая роза
«Ядовитая роза» (англ. The Poison Rose) — американо-итальянский триллер. В главных ролях: Морган Фримен и Джон Траволта.
Фильм вышел в российский прокат 23 мая 2019 года.

## Сюжет
Карсон Филипс – бывшая звезда футбола, а ныне – частный детектив. Его нанимают расследовать простое, на первый взгляд, дело о пропавшей без вести пациентке психиатрической больницы, но расследование принимает неожиданный поворот: в это дело каким-то образом оказывается вовлечена его бывшая семья.

## В ролях
| Актёр             | Роль                 |
| ----------------- | -------------------- |
| Брендан Фрейзер   | доктор Майлс Митчелл |
| Джон Траволта     | Карсон Филипс        |
| Фамке Янссен      | Джейн Хант           |
| Морган Фримен     | Док                  |
| Петер Стормаре    | Слайд                |
| Роберт Патрик     | шеф Уолш             |
| Катерина Грэм     | Роуз                 |
| Клаудия Джерини   | Вайолетт Грегори     |
| Ник Валлелонга    | Ник                  |
| Элла Блю Траволта | Ребекка Хант         |